# 2024 en Inde
Chronologie de l'Inde
- 2020
- 2021
- 2022
- 2023
- 2024
- 2025
- 2026
- 2027
- 2028

Cette page concerne les évènements survenus en 2024 en Inde :

## Gouvernement
- Président : Droupadi Murmu
- Vice-président : Jagdeep Dhankhar
- Premier ministre : Narendra Modi

## Évènements

### Janvier
- 1er janvier : L'ISRO lance le télescope spatial XPoSat.
- 2 janvier : Des manifestations sont organisées par les camionneurs indiens contre la sévérité de la nouvelle loi proposée pour traiter les cas de délit de fuite[1].
- 3 janvier :
  - Un tribunal de Jawnpur condamne deux hommes à la peine de mort pour l'attentat à la bombe perpétré en 2005 contre un train à Jawnpur, qui a fait 14 morts[2].
  - Un bus transportant 45 passagers entre en collision avec un camion dans le district de Golaghat (Assam), tuant 12 personnes et en blessant 30 autres[3].
- 6 janvier : Trois ministres du gouvernement des Maldives (Maryam Shiuna, Malsha Shareef et Mahzoom Majid) font des remarques désobligeantes à l'encontre du Premier ministre indien sur les médias sociaux. Cela provoque une réaction massive et un boycott touristique, déclenchant la querelle diplomatique Inde-Maldives de 2024, qui a contraint le gouvernement maldivien à suspendre les ministres en cause[4],[5].
- 7 janvier : Des manifestations tribales ont lieu à Hasdeo Arand (en) (Chhattisgarh), contre l'abattage de quatre mille arbres dans les mines de charbon de Parsa, exploitées par le groupe Adani et la compagnie Rajasthan Rajya Vidyut Utpadan Nigam (en)[6].
- 12 janvier : Le Premier ministre Narendra Modi inaugure le Mumbai Trans Harbour Link, le plus long pont de l'Inde qui relie Mumbai à Navi Mumbai[7].
- 22 janvier : Inauguration du Ram Mandir à Ayodhya, dans l'Uttar Pradesh[8].
- 25 janvier : Le président français Emmanuel Macron arrive à Jaipur dans le cadre de sa visite d'État de deux jours en Inde[9].
- 26 janvier : Jour de la République, fête nationale.
- 30 janvier : Trois membres de la Central Reserve Police Force (CRPF) sont tués et 14 autres blessés lors d'une attaque naxalite près du village de Tekalgudem, dans le Chhattisgarh[10].
- 31 janvier : Le ministre en chef du Jharkhand, Hemant Soren (en), est arrêté par l'Enforcement Directorate (en) (ED) dans le cadre d'une affaire de blanchiment d'argent liée à une escroquerie foncière[11].

### Février
- 2 février : Champai Soren (en) prête serment en tant que nouveau ministre en chef du Jharkhand à la suite de l'arrestation de Hemant Soren[12].
- 6 février : Une explosion dans une usine de pétards à Harda (Madhya Pradesh), fait 11 morts, plus de 100 blessés et détruit 60 maisons voisines, entraînant l'évacuation de plus de 100 maisons[13].
- 8 février : Quatre personnes sont tuées et plus de 100 sont blessées après des affrontements entre des émeutiers et la police à Haldwani (en) (Uttarakhand). Les émeutes ont été déclenchées par la démolition d'une médersa illégale sur décision de justice. Cela entraîne la suspension des services Internet, la fermeture des écoles et l'émission d'ordres de tir à vue contre les émeutiers[14],[15].
- 12 février :
  - Sept des huit vétérans de la marine indienne libérés après avoir été initialement condamnés à mort pour espionnage au Qatar, sont de retour en Inde[16].
  - Manifestation des agriculteurs indiens[17].
- 15 février : Un incendie se déclare dans une usine de peinture à Alipur (Nord de Delhi), faisant 11 morts et 4 blessés[18].
- 17 février :
  - L'ISRO lance le satellite météorologique INSAT-3DS (en).
  - L'explosion d'une usine de pétards dans le district de Virudhunagar, au Tamil Nadu, fait 10 morts et 7 blessés[19].
- 23 février : Un agriculteur meurt lors des manifestations en cours, portant le bilan à cinq morts[20].
- 24 février : Un tracteur tirant un chariot chargé de pèlerins hindous se renverse et tombe dans un étang dans le district de Kanshiram Nagar, en Uttar Pradesh, tuant 23 personnes et en blessant neuf autres[21].
- 25 février : L'ancien député puis président du parti Indian National Lok Dal (en) (INLD), Nafe Singh Rathee (en), est abattu à Bahadurgarh (en) (district de Jhajjar, Haryana)[22].
- 27 février : Élections de la Rajya Sabha : Des élections sont organisées pour élire 65 des 245 membres de la Rajya Sabha. Le BJP remporte 32 sièges, soit deux de plus que précédemment, aux dépens du Congrès national indien, dont les candidats ont perdu dans l'Himachal Pradesh et l'Uttar Pradesh[23].

### Mars
- Date imprécise : Début d'une série d'attaques de loups sur des enfants dans le district de Bahraich (Uttar Pradesh)[24].
- 1er mars : Attentat à la bombe : Au moins huit personnes sont blessées après l'explosion d'un engin explosif improvisé dans un café de Bangalore[25].
- 11 mars : Le gouvernement indien annonce la mise en œuvre de la loi d'amendement sur la citoyenneté, qui permet aux communautés minoritaires persécutées de certaines religions (notamment les hindous, les sikhs, les jaïns, les chrétiens, les bouddhistes et les parsis) des pays voisins de l'Inde, à savoir le Pakistan, l'Afghanistan et le Bangladesh, d'acquérir la citoyenneté indienne[26].
- 21 mars : Arrestation d'Arvind Kejriwal pour corruption[27].
- 26 mars : Sonam Wangchuk met fin à sa grève de la faim de 21 jours pour demander le statut d'État pour le Ladakh[28].

### Avril
- 3 avril : Sept personnes, dont deux enfants, sont tuées dans l'incendie d'un atelier de couture à Aurangabad[29].
- 12 avril : Deux suspects dans l'attentat à la bombe contre un café de Bangalore en mars, sont arrêtés à Calcutta[30].
- 16 avril : Vingt-neuf naxalites sont tués et trois membres des forces de sécurité sont blessés lors d'un raid de la police dans le district de Kanker, au Chhattisgarh[31].
- 19 avril au 1er juin : élections législatives.
- 29 avril : Deux nouvelles personnes meurent dans le sud de l'Inde alors qu'une vague de chaleur s'abat sur le pays[32].

### Mai
- 1er mai : Environ 150 écoles de Delhi reçoivent des alertes à la bombe, ce qui entraîne l'évacuation et la fermeture d'écoles dans la région[33].
- 4 mai : Le ministre des affaires extérieures, Subrahmanyam Jaishankar, rejette les commentaires du président américain Joe Biden selon lesquels la croissance économique de l'Inde serait freinée par la xénophobie[34].
- 9 mai : Air India Express annule plus de 85 vols en raison de l'arrêt maladie de son personnel, lié à une protestation contre les conditions de travail imposées par le nouveau propriétaire, le Tata Group[35].
- 10 mai : Les forces de sécurité tuent 12 maoïstes dans le Chhattisgarh[36].
- 13 mai : Au moins 14 personnes sont tuées, 75 sont blessées et d'autres sont coincées après l'effondrement d'un panneau d'affichage lors de fortes pluies à Mumbai[37].
- 22 mai : Le bâtiment North Block, qui abrite le ministère de l'intérieur, reçoit une alerte à la bombe par courrier électronique, qui est ensuite considérée comme un canular[38].
- 23 mai : Au moins neuf personnes sont tuées et 64 autres blessées après un incendie provoqué par l'explosion d'une chaudière dans une usine de produits chimiques à Dombivli, près de Thane[39].
- 25 mai : Au moins 33 personnes, dont neuf enfants, ont été tuées dans l'incendie d'une salle de jeux à Rajkot, dans l'État du Gujarat[40].
- 26 mai : Cyclone Remal (en) : 12 morts[41].
- 28 mai : Dix-sept personnes sont tuées et six autres sont portées disparues après l'effondrement d'une carrière, en raison de vents violents à Aizawl[42].
- 29 mai : Le service météorologique de l'Inde enregistre une température maximale de 52,3 °C à sa station dans le quartier de Mungeshpur à Delhi, la température la plus élevée jamais enregistrée dans la ville[43].

### Juin
- 1er juin : Résultats des élections législatives indiennes.
- 6 juin : Une tempête de neige dans l'Himalaya tue neuf randonneurs indiens[44].
- 9 juin :
  - Neuf personnes sont tuées et 33 autres blessées après qu'un bus transportant des pèlerins hindous est attaqué par des militants islamistes du Lashkar-e-Taiba près de Reasi (Jammu-et-Cachemire)[45].
  - Narendra Modi prête serment pour son troisième mandat de Premier ministre[46].
- 11 juin : L'acteur de cinéma Darshan (en) est arrêté par la police du Karnāṭaka dans le cadre d'une affaire de meurtre[47].
- 12 juin : Le ministère indien des Affaires étrangères publie un avis exhortant le gouvernement russe à rapatrier rapidement tous les ressortissants indiens servant dans l'armée russe après la mort de deux Indiens recrutés dans la guerre avec l'Ukraine[48].
- 14 juin :
  - De fortes pluies et des glissements de terrain font six morts dans le Sikkim[49].
  - L'Organisation mondiale de la santé confirme officiellement un cas humain de virus de la grippe A (H9N2) chez un enfant du Bengale-Occidental[50].
- 17 juin : Un train de marchandises entre en collision avec le Kanchanjungha Express (en) près de la gare de New Jalpaiguri dans le district de Darjeeling (Bengale-Occidental), tuant 15 personnes et en blessant 60 autres[51].
- 19 juin : Six personnes sont tuées dans des inondations et des glissements de terrain en Assam[52].
- 20 juin : Au moins 47 personnes auraient été tuées après avoir subi une intoxication au méthanol causée par de l'alcool contaminé dans le district de Kallakurichi au Tamil Nadu[53],[54].
- 28 juin : Un toit s'effondre à l'aéroport international Indira-Gandhi de Delhi sous de fortes pluies : 1 mort[55].
- 29 juin :
  - Cinq soldats sont tués après le naufrage d'un char de l'armée indienne alors qu'il traversait la rivière Shyok à Saser Brangsa (Ladakh)[56].
  - Une explosion dans une usine de pétards, dans le district de Virudhunagar au Tamil Nadu, fait quatre morts et un blessé[57].
  - L'Inde bat l'Afrique du Sud et remporte la Coupe du monde masculine de l'ICC World Twenty20.

### Juillet
- 1er juillet : Le Bharatiya Nyaya Sanhita (en) et deux autres lois adoptées en 2023 entrent en vigueur en tant que codes pénaux du pays, remplaçant le Code pénal indien (en) et les lois connexes promulguées pendant l'ère coloniale[58].
- 2 juillet : Au moins 120 personnes sont tuées dans une bousculade lors d’un événement religieux dans l’État de l’Uttar Pradesh[59].
- 2-3 juillet : Au moins seize personnes sont tuées par des inondations et des glissements de terrain en Assam et en Arunachal Pradesh, tandis que plus de 300 000 autres sont déplacées[60],[61].
- 8 juillet : Cinq soldats sont tués dans une embuscade tendue par des militants dans le district de Kathua, au Jammu-et-Cachemire[62].
- 12 juillet : Le mariage d'Anant Ambani, le deuxième fils de l'homme le plus riche d'Asie, Mukesh Ambani, et de l'héritière Radhika Merchant a lieu à Mumbai lors d'une somptueuse cérémonie en présence de personnalités internationales[63].
- 18 juillet : Douze voitures du train Dibrugarh-Chandigarh Express déraillent à Gonda (Uttar Pradesh), faisant au moins quatre morts et 25 blessés[64],[65].
- 19 juillet : WazirX, une bourse indienne de cryptomonnaie appartenant à Binance, annonce une faille de sécurité au cours de laquelle 234 millions de dollars américains en cryptomonnaie ont été volés, ce qui représente la moitié des actifs totaux de la plateforme[66].
- 20 juillet : La frégate INS Brahmaputra de la classe Brahmaputra de la Marine indienne prend feu puis chavire dans le chantier naval de Bombay ; un marin est porté disparu[67].
- 26 juillet :
  - Le complexe funéraire de Charaideo (en), un moidam (en) royal, en Assam est classé site du patrimoine mondial par l'UNESCO[68].
  - La Chine et l'Inde conviennent de coopérer pour retirer toutes leurs troupes de leur frontière contestée, dans le but de parvenir pacifiquement à un « désengagement complet » du conflit frontalier le plus rapidement possible[69].
- 28 juillet : Manu Bhaker remporte une médaille de bronze à l'épreuve du pistolet à air comprimé à 10 mètres aux Jeux olympiques d'été de 2024 à Paris[70].
- 30 juillet :
  - Glissements de terrain à Wayanad : 231 morts, 397 blessées et 118 disparus.
  - Un train déraille près de Barabamboo (Jharkhand), tuant deux personnes et en blessant 20 autres[71].
  - Manu Bhaker et Sarabjot Singh (en) remportent la médaille de bronze dans l'équipe mixte de pistolet à air comprimé de 10 mètres aux Jeux olympiques d'été de 2024 à Paris[72].

### Août
- 1er août : Swapnil Kusale remporte la médaille de bronze à l'épreuve de la carabine 50 mètres hommes trois positions aux Jeux olympiques d'été de 2024[73].
- 8 août :
  - L'équipe nationale masculine indienne de hockey sur gazon remporte la médaille de bronze aux Jeux olympiques d'été de 2024.
  - Neeraj Chopra remporte la médaille d'argent au lancer du javelot aux Jeux olympiques d'été.
- 9 août :
  - Affaire du viol et du meurtre d'une soignante à Calcutta.
  - Aman Sehrawat (en) remporte la médaille de bronze en lutte libre masculine 57 kg aux Jeux olympiques d'été.
- 21 août : Au moins 18 personnes sont tuées et 37 autres blessées dans une explosion dans une usine pharmaceutique du district d'Anakapalli, dans l'Andhra Pradesh[74].
- 23 août : Lors d'une réunion à Kiev, Narendra Modi exhorte le président ukrainien Volodymyr Zelensky à mettre fin à la guerre russo-ukrainienne et se porte volontaire pour jouer le rôle de médiateur dans les pourparlers entre Zelensky et la Russie. Dans un discours national ultérieur, Zelensky remercie Modi mais déclare qu'il est nécessaire que l'Inde respecte le droit international ainsi que l'intégrité territoriale et la souveraineté de l'Ukraine[75].
- 29 août : Mise en service du INS Arighat, le second sous-marin nucléaire lanceur d'engins de la marine indienne[76].

### Septembre
- 4 septembre : Traité de paix du Tripura.
- 10 septembre : Un couvre-feu de cinq jours et une coupure d'Internet sont imposés au Manipur en raison des violences interethniques[77].
- 12 septembre : Le ministère des Affaires étrangères indique qu'environ 45 ressortissants indiens ont été libérés de l'armée russe et que des efforts sont en cours pour obtenir la libération de 50 autres Indiens[78].
- 15 septembre : Arvind Kejriwal annonce sa démission de son poste de ministre en chef de Delhi à compter du 17 septembre[79]. Il est remplacé par Atishi Marlena Singh (en)[80].
- 17 septembre : La Cour suprême de l'Inde annule les poursuites pénales contre 30 soldats accusés d'avoir orchestré les meurtres du Nagaland en 2021, invoquant l'absence d'approbation du gouvernement pour les poursuites[81].
- 19 septembre : Des tests en laboratoire révèlent l'utilisation de graisse de bœuf et d'autres graisses animales avec de l'huile de poisson dans les préparations de bonbons Tirupati laddu (en) offerts au temple de Tirupati, dans l'Andhra Pradesh, déclenchant un tollé politique dans l'État[82].
- 20 septembre : Au moins 26 personnes sont tuées au Bengale-Occidental après une semaine d'inondations imputées par les autorités à l'ouverture de barrages dans l'État voisin du Jharkhand[83].
- 24 septembre : Le premier cas de variole simienne clade Ib en Inde est découvert chez un patient de 38 ans du district de Malappuram (Kerala), qui avait récemment voyagé aux Émirats arabes unis[84].
- 26 septembre : Au moins 46 personnes participant aux festivités de Jivitputrika (en), au Bihar, se sont noyées dans des rivières et des plans d'eau gonflés par les inondations[85].

### Octobre
- 5 octobre : Au moins 31 rebelles naxalites sont tués après une fusillade avec des soldats indiens dans la forêt d'Abujhmad, au Chhattisgarh[86].
- 6 octobre : Uttar Pradesh : Fin de la série d'attaques de loups. Cinq animaux ont été capturés et confiés à des zoos ; le dernier est tué par des villageois. Au total, 10 morts, essentiellement des enfants et une femme de 45 ans. Et au moins 36 blessés[87],[88],[89].
- 11 octobre : Un train Mysuru Dharbhanga entre en collision avec un train de marchandises sur une ligne en boucle à Chennai, blessant 19 personnes[90].
- 12 octobre : L'ancien ministre d'État du Maharashtra, Baba Siddique (en), est abattu à Mumbai[91].
- 14 octobre : Crise diplomatique entre l'Inde et le Canada à la suite du meurtre de Hardeep Singh Nijjar, militant politique sur le sol canadien[92].
- 21 octobre : L'Inde annonce un accord avec la Chine concernant les patrouilles militaires le long de la ligne de contrôle réel entre leurs pays[93].
- 25 octobre : Cyclone Dana (en).
- 28 octobre :
  - La première usine privée de fabrication d'avions militaires en Inde est inaugurée à Vadodara dans le cadre d'une coentreprise entre Airbus et Tata Advanced Systems[94].
  - Au moins 150 personnes sont blessées après une explosion provoquée par un incendie dans une installation de stockage de feux d'artifice près du temple Veerarkavu à Kasargod (en) (Kerala)[95].

### Novembre
- 3 novembre : Neuf personnes sont blessées dans une attaque à la grenade sur un marché de Srinagar (Jammu-et-Cachemire)[96].
- 4 novembre : Un bus tombe dans une gorge à Marchula, dans l'Uttarakhand, tuant 36 personnes et en blessant 27 autres[97].
- 11 novembre : Vistara cesse ses activités après neuf ans à la suite d'un accord de fusion avec Air India[98].
- 13 novembre : La Cour suprême interdit la pratique du gouvernement consistant à démolir purement et simplement les maisons des personnes accusées d'infractions pénales[99].
- 15 novembre : Au moins dix nourrissons sont tués dans un incendie dans le service néonatal d'un hôpital de Jhansi[100].
- 16 novembre : L'Inde lance avec succès son premier missile hypersonique sur un site d'essai de l'île Abdul Kalam[101].
- 26 novembre : Vaibhav Suryavanshi (en), 13 ans, devient le plus jeune joueur à signer un contrat pour jouer dans la Indian Premier League après avoir rejoint les Rajasthan Royals pour 11 millions de roupies[102].

## Sport
- Championnat d'Inde de football 2023-2024
- Championnat d'Inde de football 2024-2025
- Indian Super League 2023-2024
- Indian Super League 2024-2025

## Décès
- 1er décembre : Raj Manchanda, 79 ans, joueur de squash.